# Titi Akar
Titi Akar is een bestuurslaag in het regentschap Bengkalis van de provincie Riau, Indonesië. Titi Akar telt 5209 inwoners (volkstelling 2010).